# (5495) Rumyantsev
(5495) Rumyantsev est un astéroïde de la ceinture principale.

## Description
(5495) Rumyantsev est un astéroïde de la ceinture principale. Il fut découvert le 6 septembre 1972 à Naoutchnyï par Lioudmila Jouravliova. Il présente une orbite caractérisée par un demi-grand axe de 3,42 UA, une excentricité de 0,05 et une inclinaison de 9,2° par rapport à l'écliptique.

## Compléments